# Anacasta conspersa
Anacasta conspersa là một loài bọ cánh cứng trong họ Cerambycidae.